# Sabah Football Club
Actualités
Le Sabah Football Club (en azéri : Sabah Futbol Klubu), plus couramment abrégé en Sabah FC, est un club azerbaïdjanais de football fondé en 2017 et basé dans la ville de Masazır.
Le club évolue depuis la saison 2018-2019 en première division.

## Histoire
Le Sabah FC est fondé le 8 septembre 2017, et il rejoint directement la deuxième division. À l'issue de la saison, le club est promu malgré sa 5e place, car les clubs mieux classés n'étaient alors pas éligibles à la promotion.
Pour sa première saison en première division, le club termine à la 7e place sur huit, et évite ainsi la relégation.

## Palmarès
- Championnat d'Azerbaïdjan :
  - Vice-champion : 2023

- Coupe d'Azerbaïdjan :
  - Vainqueur : 2025

## Bilan sportif

### Bilan par saison
| Saison    | Championnat | Championnat | Championnat | Championnat | Championnat | Championnat | Championnat | Championnat | Championnat | Championnat | Coupe d'Azerbaïdjan |
| Saison    | Division    | Pos         | Pts         | J           | V           | N           | D           | BP          | BC          | Diff        | Coupe d'Azerbaïdjan |
| --------- | ----------- | ----------- | ----------- | ----------- | ----------- | ----------- | ----------- | ----------- | ----------- | ----------- | ------------------- |
| 2017-2018 | 2e          | 5e          | 40          | 27          | 11          | 7           | 9           | 41          | 33          | +8          | Huitièmes de finale |
| 2018-2019 | 1re         | 7e          | 27          | 28          | 7           | 6           | 15          | 20          | 41          | -21         | Quarts de finale    |
| 2019-2020 | 1re         | 6e          | 21          | 20          | 5           | 6           | 9           | 19          | 27          | -8          | Quarts de finale    |
| 2020-2021 | 1re         | 5e          | 29          | 28          | 7           | 8           | 13          | 28          | 38          | -10         | Huitièmes de finale |
| 2021-2022 | 1re         | 5e          | 41          | 28          | 12          | 5           | 11          | 42          | 34          | +8          | Quarts de finale    |
| 2022-2023 | 1re         | 2e          | 81          | 36          | 25          | 6           | 5           | 75          | 24          | +51         | Quarts de finale    |
| 2023-2024 | 1re         | 3e          |             |             |             |             |             |             |             |             |                     |
| 2024-2025 | 1re         | 5e          |             |             |             |             |             |             |             |             |                     |

Légende
- Promotion en division supérieure.
- Relégation en division inférieure.

### Bilan européen
Note : dans les résultats ci-dessous, le score du club est toujours donné en premier
| Saison    | Compétition             | Tour             | Club                   | Domicile | Extérieur | Total             |
| --------- | ----------------------- | ---------------- | ---------------------- | -------- | --------- | ----------------- |
| 2023-2024 | Ligue Europa Conférence | Deuxième tour Q  | FK RFS                 | 2 - 1    | 2 - 0     | 4 - 1             |
| 2023-2024 | Ligue Europa Conférence | Troisième tour Q | Partizan Belgrade      | 2 - 0    | 0 - 2 ap  | 2 - 2 (4 - 5 tab) |
| 2024-2025 | Ligue Conférence        | Deuxième tour Q  | Maccabi Haïfa          | 3 - 6 ap | 3 - 0     | 6 - 6 (3 - 2 tab) |
| 2024-2025 | Ligue Conférence        | Troisième tour Q | St. Patrick's Athletic | 0 - 1    | 0 - 2     | 0 - 3             |
| 2025-2026 | Ligue Europa            | Premier tour Q   | NK Celje               | 2 - 3    | 3 - 3 ap  | 5 - 6             |
| 2025-2026 | Ligue Conférence        | Deuxième tour Q  | Petrocub Hîncești      | 4 - 1    | 2 - 0     | 6 - 1             |
| 2025-2026 | Ligue Conférence        | Troisième tour Q | Levski Sofia           | 0 - 2    | 0 - 1     | 0 - 3             |

Légende
- Victoire ou qualification pour le tour suivant
- Match nul
- Défaite ou élimination de la compétition

## Personnalités du club

### Présidents
- Magsud Adigozalov

### Entraîneurs
La liste suivante présente les différents entraîneurs du club.
- Arif Asadov (septembre 2017-juin 2018)
- Elshad Ahmadov (en) (juillet 2018-septembre 2019)
- Rövshan Babayev (intérim) (septembre 2019-novembre 2019)
- Ramin Guliyev (en) (novembre 2019)
- Željko Sopić (novembre 2019-juillet 2020)
- Vicente Gómez (juillet 2020-mars 2021)
- Ramin Guliyev (en) (mai 2021-octobre 2021)
- Ilkin Hüseynov (intérim) (octobre 2021)
- Rashad Hüseynov (intérim) (octobre 2021)
- Mourad Moussaïev (octobre 2021-février 2024)
- Igor Ponomaryov (intérim) (février 2024-mars 2024)
- Krunoslav Rendulić (en) (mars 2024-novembre 2024)
- Vassili Bérézoutski (novembre 2024-juin 2025)
- Valdas Dambrauskas (en) (depuis juillet 2025)